# 傅漢 (洪武進士)
傅漢（？—？），山東濟陽人，明朝政治人物、進士出身。

## 生平
洪武十七年，山东鄉試中舉。洪武十八年，登進士，授兵科給事中。